# Asura congerens
Asura congerens là một loài bướm đêm thuộc phân họ Arctiinae, họ Erebidae.